# Johann Baptist Ignaz Fischinger

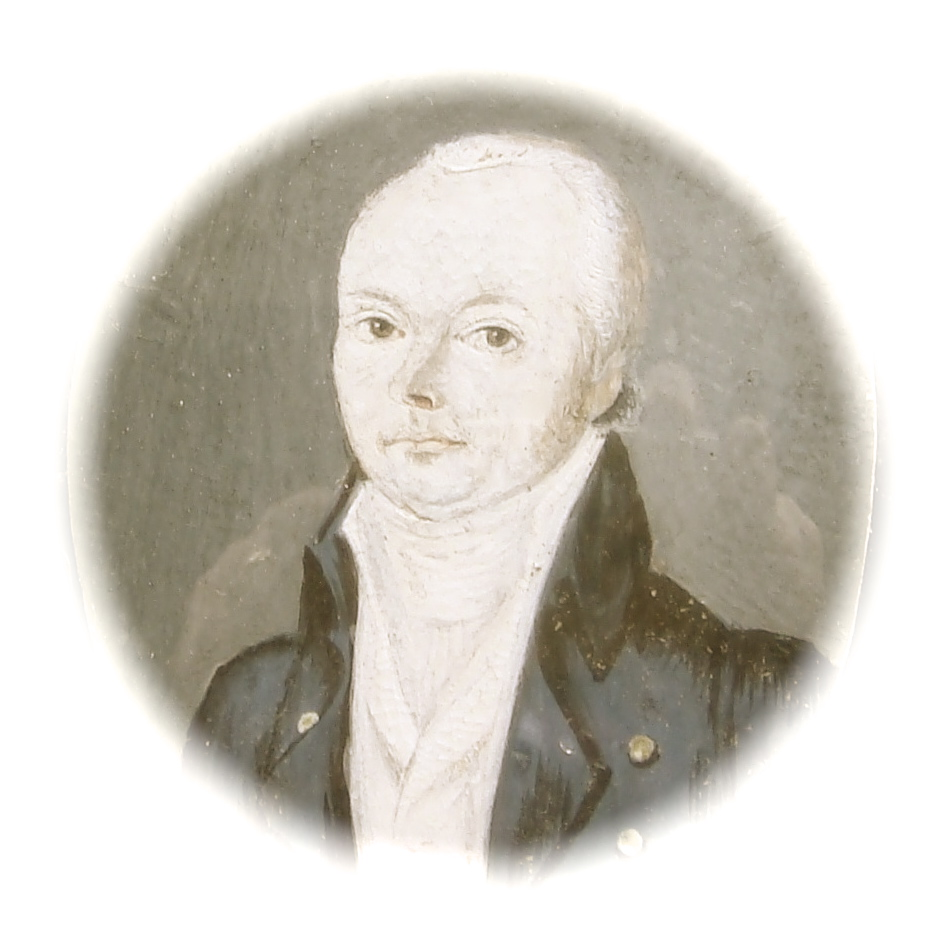
Johann Baptist Ignaz Fischinger, Ausschnitt aus einem Medaillon, gemalt um 1836 von seiner Frau. Das Medaillon ist im Fricktaler Museum in Rheinfelden ausgestellt.

Johann Baptist Ignaz Fischinger (* 16. Juli 1768 in Freiburg im Breisgau; † 14. Februar 1844) war ein Politiker im Fricktal. Der Bürger aus Mumpf bekleidete die beiden wichtigsten Ämter im neu gebildeten Bezirk Rheinfelden. Er war Präsident des Bezirksgerichts sowie Oberamtmann.

## Biografie

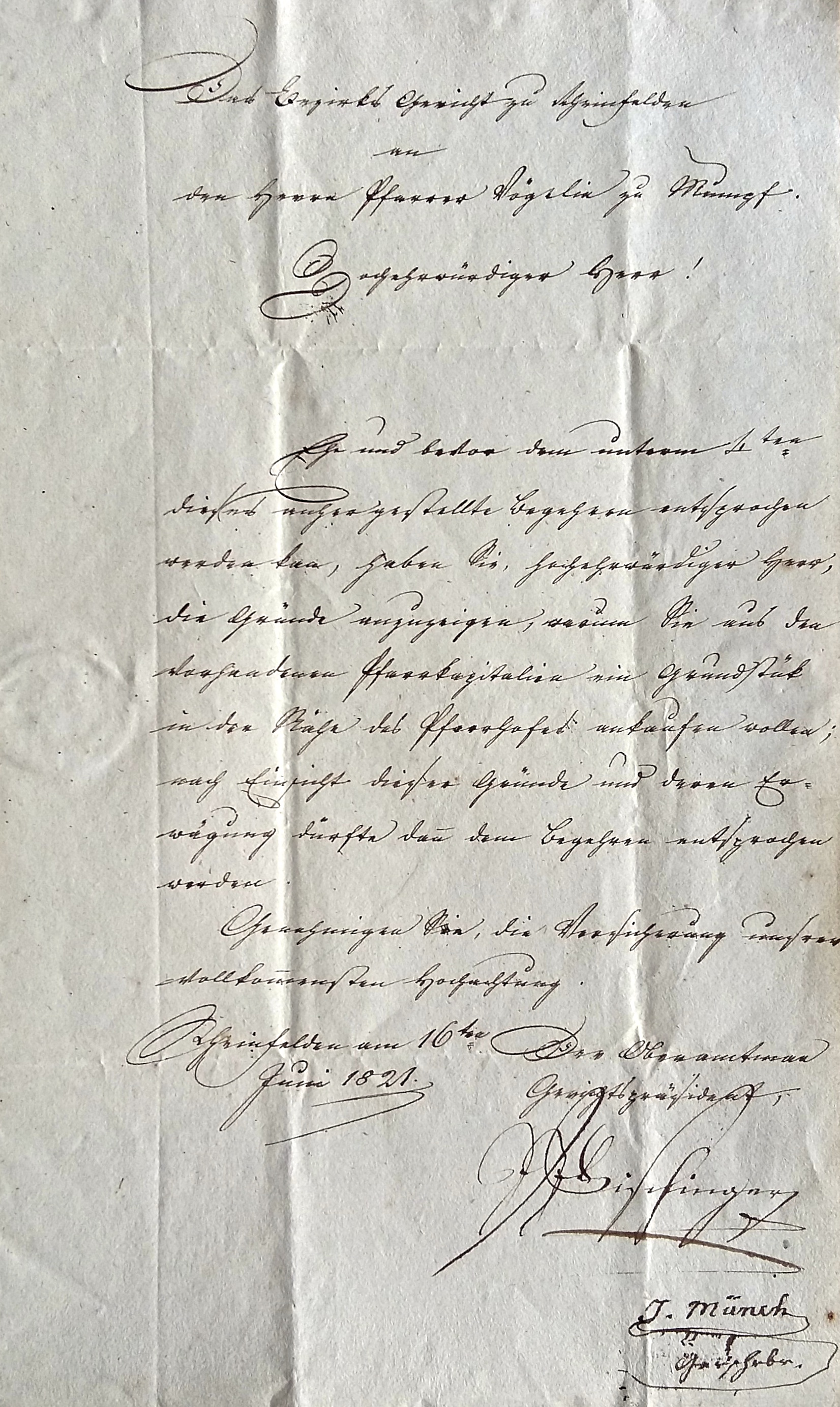
Die Handschrift von Fischinger in einem Brief an Pfarrer Vögelin in Mumpf

Fischinger studierte vier Jahre Philosophie an der Universität Freiburg i. B. und vier Jahre Rechtswissenschaft in Wien. Bald trat er in die öffentlichen Dienste der vorderösterreichischen Verwaltung: 1793 als Rechtspraktikant in das Oberamt Offenburg, 1794 in die vorderösterreichische Truppendivisionskanzlei, 1797 als Assistent beim Landeskommissariat. 1799 organisierte und begleitete er den Rückzug der österreichischen Armee nach Wien. 
Nach der Aufhebung der österreichischen Herrschaft im Fricktal erfolgte 1802 die Ausrufung des Kantons Fricktal unter französischer Schirmherrschaft. Fischinger folgte dem Rufe eines Freundes, wurde alleinverantwortlicher Kanzlei-Beamter im noch jungen Kanton und half dabei eine selbständige Verwaltung aufzubauen. 1803 wurde der Kanton Fricktal dem Kanton Aargau zugeteilt. Dabei nahm er die Anstellung als Vorsitzender beim Bezirksgericht Rheinfelden und bald darauf als Oberamtmann an. 1831 erfolgte die Trennung zwischen richterlicher und vollziehender Gewalt. So gab er das Richteramt auf. 
Gleich bei seinem Eintritt in das Fricktal verlieh ihm die Gemeinde Mumpf ihr Bürgerrecht. Im Verzeichnis der Grossräte wird «Fischinger Johann Baptist Ignaz von Mumpf» in der Zeit von 1808 bis 1831 als Aargauer Grossrat aufgeführt.
In seiner Arbeit als Oberamtmann schuf er eine klare, systematische Aktenführung mit einer Vorliebe für klare tabellarische Darstellungen und Statistiken, die noch lange Zeit als vorbildlich galten. Diese Art der Aktenführung und den Geschäftsgang hatte er in der österreichischen Verwaltung von Grund auf kennen gelernt. Das Schreiben von Dokumenten, Urkunden, Verträgen, Mitteilungen und beim Rechnungswesens erfolgte von Hand. Die meisten davon mussten in mehrfachen Ausführungen vorhanden sein, sodass auf der Bezirkskanzlei Hochkonjunktur herrschte.
Fischinger stellte sich weiteren Aufgaben: Er war Abgeordneter für die Tagsatzungen 1811 in Solothurn und 1813 in Zürich. Von 1807 bis 1835 amtete er zusätzlich als Präsident des Bezirksschulrates. Von der Aargauer Regierung wurde er als Katholischer Kirchenrat gewählt.
Fischinger, der mit Maria Kresenzia Cäcilia geborene Wachsman († 1838) verheiratet war, starb 1844 an einem unheilbaren Magenleiden. 
Bald nach seinem Tod erhielt der Bach von Schupfart bis Mumpf in der Siegfriedkarte von 1880 die Bezeichnung Fischingerbach und das Tal den Namen Fischingertal.